# ضرورة الإلحاد

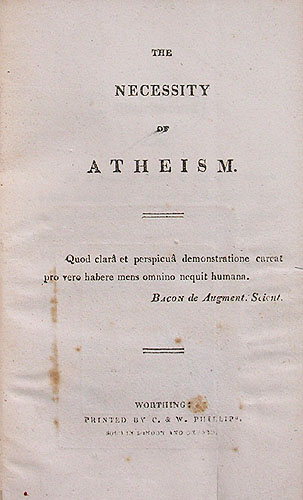
1811 صفحة العنوان. وورثينج: سي. و. فيليبس.

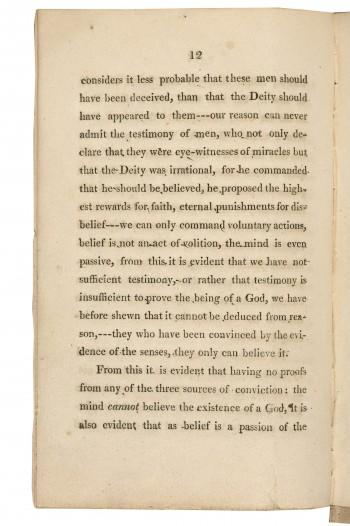
صفحة من 1811 الطباعة Worthing. مكتبة بودليان.

«ضرورة الإلحاد» هي مقالة عن الإلحاد للشاعر الإنجليزي بيرسي بيش شيلي، التي طبعها تشارلز وويليام فيليبس في وورثينغ عام 1811 بينما كان شيللي طالب في كليات أكسفورد.
لقد تم إرسال نسخة موقعة غامضة من المقالة القصيرة لجميع رؤساء كليات أكسفورد في الجامعة. في ذلك الوقت كان المحتوى مروعا للغاية للسلطات، لدرجة انه تعرض للابعاد جنبا إلى جنب مع صديقه وزميله الطالب، توماس جيفرسون هوغ، الذي قد يكون شارك في تأليف كتاب. تم تضمين نسخة منقحة وموسعة من النص كواحدة من الملاحظات على قصيدة شيلي ماب في عام 1813، وبعض المطبوعات التي تحمل عنوان «ضرورة الإلحاد» تستند إلى هذا بدلاً من كتيب 1811.

## ملخص
تبدأ المقالة بالمبررات التالية لأهداف المؤلف:
قدم شيلي عددًا من المطالبات في الضرورة، بما في ذلك أن اعتقادات الشخص تكون لا إرادية، وبالتالي، فإن الملحدين لا يختارون أن يكونوا كذلك ويجب عدم اضطهادهم. في نهاية الكتيب يقول: «العقل لا يمكن أن يؤمن بوجود الله.»  وقعت شيلي على كتيب بعنوان «نقص الإثبات»، وهو ملحد، والذي يتماشئ مع فكرة الطبيعة التجريبية لمعتقدات شيلي. وفقًا لبرمان، اعتقد شيلي أيضًا أنه «دحض جميع الأنواع الممكنة من الحجج لوجود الله»،  ولكن شيللي نفسه شجع القراء على تقديم أدلة إذا كانوا يمتلكونها.
الرأي منقسم حول توصيف معتقدات شيلي، في نفس وقت كتابة مقالة «الضرورة» . بدا الكاتب في بداية مذكرته قائلا «لا يوجد إله» في كانتو السابع للملكة ماب ، التي نُشرت بعد ذلك بعامين فقط واستناداً إلى «الضرورة» ، وصف شيللي تعريفه للإلحاد:
يقتبس شيللي أيضًا من الفيلسوف باروخ سبينوزا لاحقًا في «الملاحظة»،  ولكن لا يوجد بيان صريح لوجهات النظر حول وحدة الوجود.
يقول الباحث مع شيلي: كارلوس بيكر أن «عنوان كتيب كليته كان يجب أن يكون ضرورة اللارادية وليس ضرورة الإلحاد»  بينما يعارض المؤرخ ديفيد بيرمان أن شيللي كان ملحداً، كلاهما لأنه وصف نفسه على هذا النحو، ولأنه «ينكر وجود الله في كل من الأعمال المنشورة والرسائل الخاصة»  خلال نفس الفترة.
على الرغم من أن ضرورة الإلحاد غالباً ما كانت تُنسب فقط إلى شيلي، إلا أن مؤرخ الإلحاد ديفيد بيرمان يقول إن شيللي «ربما كان يساعده صديقه تي جي هوج».
وصف بيرسي فوجان الكتيب الأصلي بأنه «ورقة فولسكاب واحدة مطوية بأوكتافو، وتتألف من نصف عنوان (مع عكس فارغ)، وصفحة عنوان... (مع عكس فارغ)، إعلان (مع عكس فارغ)، ونص يشغلها الصفحات 7-13. في أسفل الصفحة 13 توجد بصمة» Phillips ، Printers ، Worthing «والعكس فارغ. ورقة فارغة تكمل الورقة.» 

## وصلات خارجية
- ضرورة الإلحاد (1811) (1880 إعادة طبع)
- ملاحظة إلى «لا يوجد إله»، كانتو السابع، الملاحظة 13، من الملكة ماب (1813)، من أعمال نثر مختارة لشيلي . لندن: واتس وشركاه، 1915.
- نص كانتو السابع، الملاحظة 13، على السطر «لا إله» من الملكة ماب (1813) ؛ يتضمن أيضًا جزءًا عن الحياة ومقال عن دولة مستقبلية ، لم يكن أيًا منهما جزءًا من ضرورة الإلحاد أو الملاحظة على الملكة ماب

- ضرورة الإلحاد على موقع الموسوعة البريطانية (الإنجليزية)